# 러스라인
러스라인(영어: RusLine, 러시아어: Авиакомпания«РусЛайн»)은 러시아의 전세 항공사로 총 36개 노선을 취항하고 있다. 본사는 러시아 모스크바에 위치해 있으며 허브 공항은 도모데도보 국제공항, 볼고그라드 국제공항, 콜초보 공항, 크라스노다르 공항이 있다.

## 보유 기종
- 2012년 4월 기준으로 러스라인은 다음과 같은 기종을 보유하고 있으며 평균 기령은 11.7년이다.[1]

## 사진

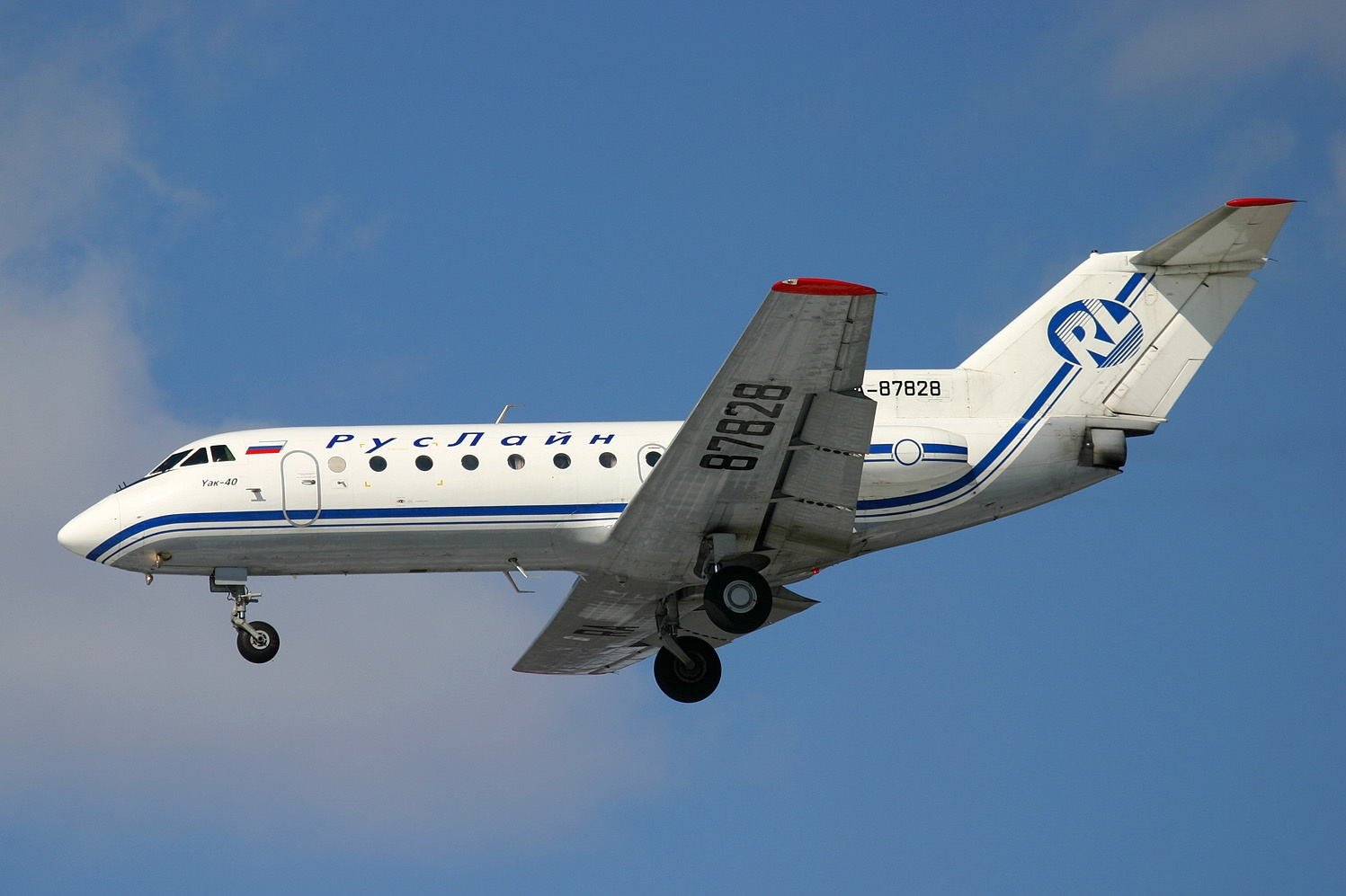
러스라인의 야코블레프 Yak-40
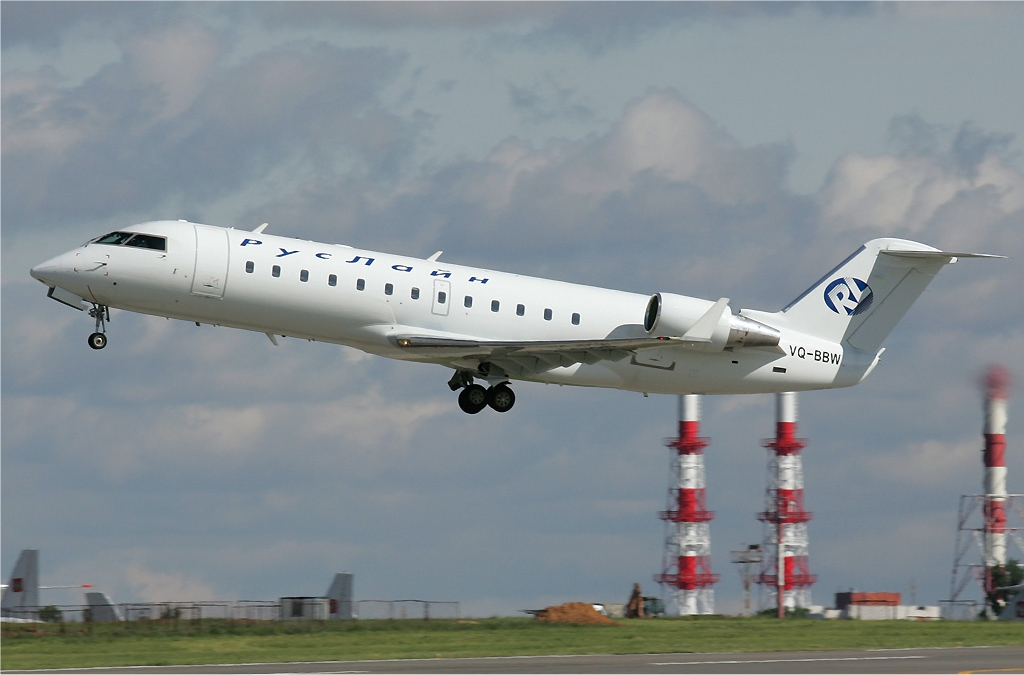
러스라인의 봄바디어 CRJ200
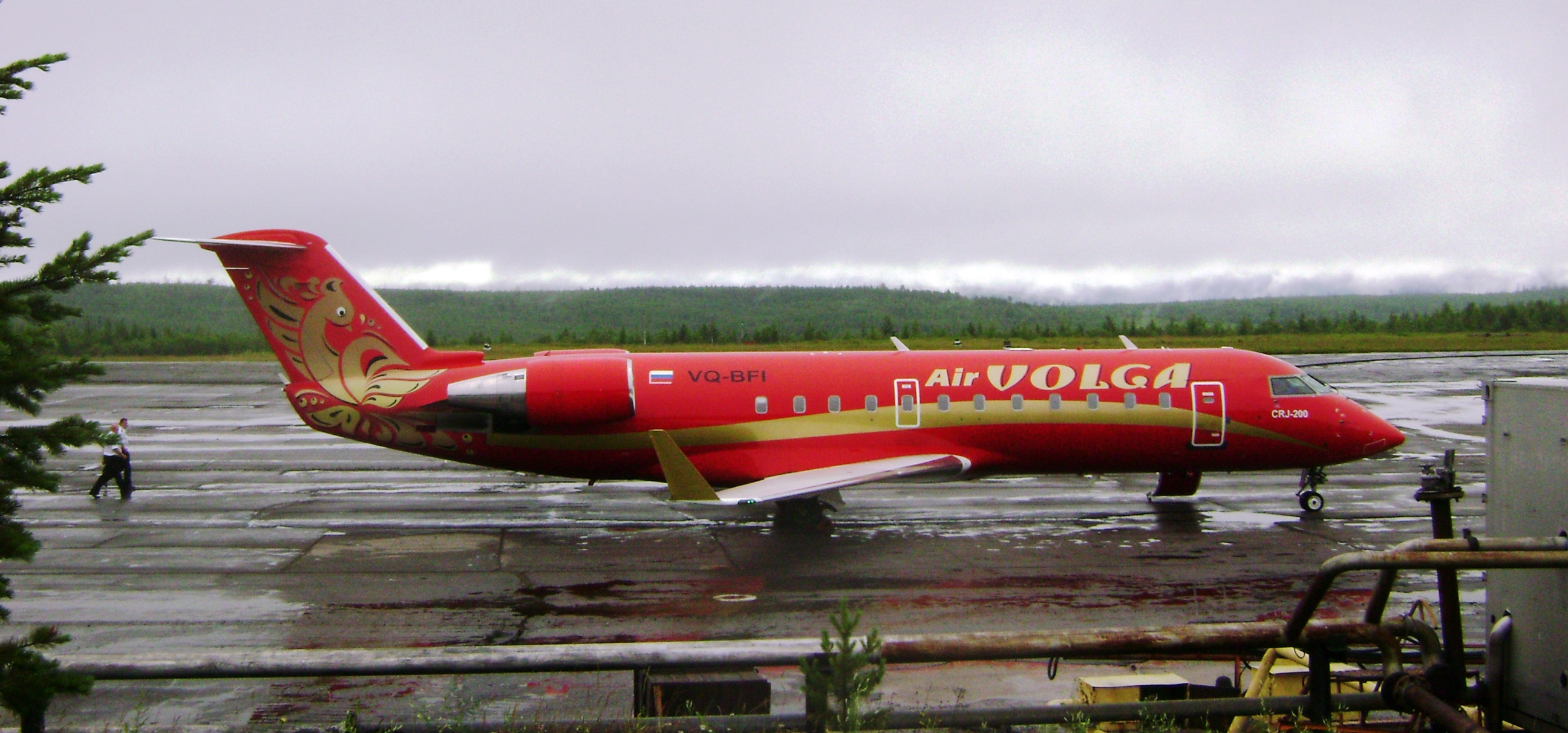
러스라인의 봄바디어 CRJ200